# That Which We Destroy
«Разрушенное» (англ. That Which We Destroy) — одиннадцатая серия первого сезона американского телесериала «90210: Новое поколение», премьера которого состоялась 18 ноября 2008 года (вторник). Режиссёр — Мелани Мэйрон по сценарию Эллисон Шредер и Кэприс Крэйн, на основе персонажей, созданных Дарреном Старом. Автор идеи — Роб Томас, создатель успешного сериала «Вероника Марс».
Премьера эпизода в России состоялась 17 февраля 2010 года на канале Муз-ТВ.

## Сюжет
Гарри и Дэбби знакомятся с Шоном — сыном Трейси и Гарри, который является военным, служившим в Ираке. Табита переживает, что ей трудней будет скрывать возраст, когда у неё появился 25-летний внук. Гарри спрашивает у семьи, что они чувствуют по поводу появления его старшего сына, но каждый из членов скрывает свои настоящие эмоции. Оззи вновь пытается завоевать внимание Наоми, но она в который раз отказывает ему, начисто позабыв о том, что она намеревалась быть с ним искренним — теперь её внимание приковано к Энни и Итану, переставшими скрывать свои отношения. Келли пытается убедить Энни и Наоми в том, что нет ничего ценнее женской дружбы. После этого она решает вернуться к прежней дружбе с Брендой и приглашает подругу на обед. Энни злорадствует по поводу одиночества Наоми, которая пытается подружиться с группой старших популярных девочек. Чтобы задобрить их, Наоми выполняет их поручения. Гарри приглашает Шона на тренировку по лакроссу. Итану не нравятся перемены в Энни, впрочем, как и самой девушке. Наоми получает новое поручение — получить столик в ресторане отца Оззи.
Дэбби придерживается мнения, что она не должна вмешиваться в отношения Гарри и Шона, однако Табита считает иначе — она уговаривает Дэбби не оставаться в стороне, и Дэбби отправляется на ужин вместе с Гарри, Шоном и Трейси. Наоми приводит подруг в ресторан Оззи, который решает поиграть на нервах девушки, сделав вид, что он забыл о просьбе девушки. Диксон переживает из-за того, что Гарри позабыл о нём, уделяя всё своё внимание Шону. В этот момент, Диксон сближается с чирлидершей Кристиной, которая приглашает юношу как-нибудь вместе провести время. Трейси строит планы относительно отдыха с Шоном. Дэбби приглашает Шона пожить в доме Табиты, за что Гарри очень благодарен своей жене. Энни спрашивает Сильвер, сильно ли она изменилась с того момента, как она приехала в Беверли-Хиллз.
Во время ужина, Бренда говорит Келли, что не видит причин, чтобы поддерживать дружеские отношения. Во время игры по лакроссу Адрианне становится плохо и её тошнит, а Оззи говорит, что Наоми ему должна за услугу с рестораном — теперь Наоми обязано поцеловать школьный талисман, в маске которого оказывается Энни, решившая таким образом доказать, что она всё та же девушка, которая никогда не стремилась быть похожей на обитателей Беверли-Хиллз. Келли звонят из больницы и сообщают, что Бренда сломала руку. Приехав навестить подругу, Келли узнаёт, что Бренда специально пыталась разрушить их дружбу, так как Бренда переспала с Райаном после показа мод. После неудачного выступления во время игры, Диксон ссорится с отцом — позже он признаётся, что ему тяжело после появления в их жизни Шона. Сильвер начинает ревновать Диксона к Кристине. Оказавшись в доме Уилсонов, Шон делает таинственный звонок по телефону.

## В ролях
| Основной состав: - Шеней Граймс — Энни Уилсон - Тристан Уайлдз — Диксон Уилсон - Анна-Линн Маккорд — Наоми Кларк - Дастин Миллиган — Итан Уорд - Майкл Стэгер — Навид Ширази - Джессика Строуп — Эйрин Сильвер - Райан Эгголд — Райан Меттьюз - Роб Эстес — Гарри Уилсон - Лори Локлин — Дебби Уилсон - Джессика Уолтер — Табита Уилсон | Приглашённые звёзды: - Джесика Лаундс — Адрианна Тэйт-Дункан - Дженни Гарт — Келли Тейлор - Шеннен Доэрти — Бренда Уолш - Джош Хендерсон — Шон Каванов - Лорен Лондон — Кристина Ворси - Яна Крамер — Поршия Ренсон - Жанелль Валескес — Таша - Элизабет Харноис — Подруга Наоми - Грег Батийос — Судья |

## Факты
- Слоган эпизода: «Old Friends. New Enemies. Change Is Coming.».
- Название эпизода — цитата Леди Макбет из Шекспировской пьесы «Макбет»: «Мы не достигли ровно ничего, Когда уныло наше торжество: Милей — погибнуть, чем, других губя, Жить в смутном счастье и терзать себя» (англ. Naught’s had, all’s spent, Where our desire is got without content: 'Tis safer to be that which we destroy, Than, by destruction, dwell in doubtful joy.) — перевод Михаила Лозинского.
- За этот эпизод шоу было номинировано на премию «Выбор народа» 2009 в категории «Новая любимая ТВ-драма» (англ. Favorite New TV Drama).
- Джессика Строуп (сыгравшая одну из главных героинь Сильвер) и Лорен Лондон (сыгравшая чирлидершу Кристины) ранее снимались вместе в фильме «Рождество» (англ. This Christmas).
- Хотя имена Майкла Стэгера и Райана Эгголда указаны в титрах, сами актёры не появляются в этом эпизоде.
- Когда Табита рассказывает Дебби о чихуахуа, она называет собаку «нечистокровной» («mongrel» также переводится как «смешанный»). Когда говорят «нечистокровная собака» имеют в виду скрещенные породы, а чихуахуа — существующая в природе порода собак.

## Музыка эпизода
Список композиций, звучавших в эпизоде, опубликован на официальном сайте сериала:
- «Just Dance» в исполнении Lady Gaga (Сцена: начало эпизода, Наоми и Энни встречают Шона).
- «I'll Be Your Breeze» в исполнении Andrew Belle (Сцена: Энни и Итан говорят о Наоми).
- «All Is Gone 2» в исполнении Shane Drasin и Kurt Farquhar (Сцена: тренировка по лакроссу).
- «Lovie» в исполнении Boys Boys Boys (Сцена: Наоми сталкивается с Энни).
- «Save The Lies» в исполнении Габриэллы Чилми (Сцена: Наоми просит Оззи об одолжении).
- «Kaledidoscope Machine» в исполнении Katie Costello (Сцена: Табита даёт Дебби совет).
- «Young One» в исполнении Mackabella (Сцена: Наоми разговаривает с Оззи).
- «Angel Lady» в исполнении Aaron Jerome feat. Andreya (Сцена: Дебби, Гарри и Трейси ужинают с Шоном).
- «Drum Cadence» в исполнении Bert Ferntheil (Сцена: Дебби и Шон приезжают на игру; песня повторяется, когда Итан разговаривает с Адрианной и Сильвер, а также в конце игры).
- «Man Up» в исполнении the Blue Van (Сцена: игра в лакросс).
- «I Will Follow You Into The Dark» в исполнении the Death Cab For Cutie (Сцена: конец эпизода, Уилсоны возвращаются домой; Шон делает таинственный телефонный звонок).

## Критика
В день премьеры в США эпизод посмотрели 2,92 млн зрителей